# Microserica compressipes
Microserica compressipes är en skalbaggsart som beskrevs av Christian Rudolph Wilhelm Wiedemann 1823. Microserica compressipes ingår i släktet Microserica och familjen Melolonthidae. Inga underarter finns listade i Catalogue of Life.